# La Carrière de Suzanne
Série Six contes moraux
La Boulangère de Monceau
(1963) La Collectionneuse
(1967)
Pour plus de détails, voir Fiche technique et Distribution.
La Carrière de Suzanne est un film français d'Éric Rohmer, sorti en France en 1963. C'est le deuxième des Six contes moraux.

## Synopsis
Bertrand, un jeune étudiant en pharmacie, timoré et studieux, a un camarade, Guillaume, qui fait Sciences Po, et dont il admire l'aisance plutôt vulgaire et le donjuanisme prétendu. Les deux amis abordent Suzanne dans un café. C'est une jeune femme brune, indépendante, qui fait des études d'interprétariat tout en travaillant pour payer ses études. Elle succombe rapidement aux avances cavalières de Guillaume, qui la traite rapidement avec grossièreté et finit par l'éviter complètement, tout en prenant soin de l'humilier chaque fois qu'il la rencontre.
Peut-être dans le but de renouer contact avec Guillaume, elle va trouver Bertrand, lequel est peu désireux de fréquenter cette fille qui lui semble sans intérêt. Il convoite de son côté Sophie, une belle jeune femme qui s'avère cependant inaccessible. Suzanne l'invite à une soirée étudiante. Apprenant cela, Guillaume décide que Suzanne va les entretenir, et pendant quelque temps, celle-ci paie leurs sorties, jusqu'à se ruiner entièrement.
Une partie de l'argent que Bertrand cachait dans les pages d'un livre non coupé, dans sa chambre, est volé. Il accuse Suzanne, qui a passé une nuit dans son appartement — elle n'avait plus d'argent pour prendre un taxi —, mais Sophie accuse plutôt Guillaume, tout aussi suspect, et que l'on a vu fouiner dans les livres…
Bertrand, qui persiste à voir en Guillaume un ami et en Suzanne une pauvre fille, est stupéfait d'apprendre, à la fin de l'année, que Suzanne va épouser un beau garçon, dont les charmes, pensait-il, l'avaient tenu éloigné de Sophie. Il s'avoue alors que Suzanne n'était sans doute pas si anodine.

## Fiche technique
- Titre original : La Carrière de Suzanne
- Réalisation : Éric Rohmer
- Assistants : Jean-Louis Comolli, Barbet Schroeder
- Scénario et dialogues : Éric Rohmer
- Photographie : Daniel Lacambre
- Montage : Éric Rohmer, Jackie Raynal
- Musique additionnelle : Wolfgang Amadeus Mozart
- Production déléguée : Barbet Schroeder
- Société de production : Les Films du Losange
- Société de distribution : Les Films du Losange
- Pays d'origine :  France
- Langue originale : français
- Format : Noir et Blanc - 16 mm[1] — 1,37:1 — son Mono
- Genre : Comédie dramatique
- Durée :  52 minutes (1573 mètres)
- Date de sortie :
  - France : 1963

## Distribution
- Catherine Sée : Suzanne Hocquetot
- Christian Charrière : Guillaume Peuch-Drumond
- Philippe Beuzen :  Bertrand, le narrateur
- Diane Wilkinson : Sophie
- Jean-Claude Biette : Jean-Louis
- Patrick Bauchau : Franck
- Pierre Cottrell : l'amateur d'art
- Jean-Louis Comolli : un invité de la fête

## Production
« Come La fornaia di Monceau, il film è stato girato in 16mm con mezzi amatoriali. Gli attori non conoscevano le battute e Rohmer gliele suggeriva, convinto che il sistema producesse un ulteriore effetto di naturalezza; non c'è inoltre traccia in tutto il film di uno zoom o di un carrello. In occasione dell'ingrandimento a 35mm, qualche anno dopo, Rohmer dedicò particolarmente cura al rifacimento della colonna sonora, arricchendola di voci d'ambiente, di rumori da lui stesso registrati nei diversi quartieri di Parigi. »
— Michele Mancini

« Comme La Boulangère de Monceau, le film a été tourné en 16 mm avec des moyens d'amateurs. Les acteurs ne connaissaient pas leur texte et Rohmer le leur a suggéré, convaincu que ce système produisait un effet de naturel supplémentaire ; il n'y a d'ailleurs aucune trace de zoom ou de travelling dans tout le film. À l'occasion de l'agrandissement en 35 mm quelques années plus tard, Rohmer a apporté un soin particulier à la refonte de la bande son, l'enrichissant de voix d'ambiance, de bruits qu'il a lui-même enregistrés dans les différents quartiers de Paris. »